# Егоров, Иван Степанович
Иван Степанович Егоров (23 июля [4 августа] 1894, Настасьино — 1965, там же) — советский хозяйственный, государственный и политический деятель, Герой Социалистического Труда.

## Биография
Родился 23 июля [4 августа] 1894 года в деревне Настасьино Подчёрковской волости Дмитровского уезда Московской губернии (ныне — в Дмитровском городском округе Московской области, в составе городского поселения Дмитров) в семье крестьян Стефана Иванова и Иустинии Сергеевой Рокуновых. Крещён на следующий день. Член ВКП(б).
С 1906 года — на хозяйственной, общественной и политической работе. В 1906—1965 гг. — в частных и кооперативных мастерских, организовал сельхозартель «Победа», председатель колхоза «Победа» Дмитровского района Московской области, член Совета по делам колхозов при Правительстве СССР.
Указом Президиума Верховного Совета СССР от 19 февраля 1948 года присвоено звание Героя Социалистического Труда с вручением ордена Ленина и золотой медали «Серп и Молот».
Избирался депутатом Верховного Совета СССР 2-го, 3-го, 4-го созывов.
Умер в Настасьино в 1965 году.